# Mahmoud Abdul-Rauf
Mahmoud Abdul-Rauf (9. ožujka 1969.) je američki košarkaš. Igrao je na mjestu beka. Visine je 188 cm. Igrao je u Euroligi sezone 1998./99. za turski Fenerbahçe Ülker iz Istanbula.
Sezone 1990./91. bio je članom momčadi najboljih novaka u NBA.
Dobitnik je nagrade NBA igrača koji je najviše napredovao sezone 1992./93. 